# Dust Vand
Dust Vand (en persan : دوستوند romanisé en Dūst Vand et en Dūstvand) est un village de la province de Kermanshah en Iran. Lors du recensement de 2006, sa population était de 298 habitants pour 69 familles.